# Списък на политическите партии в Норвегия
Норвегия има многопартийна система.

## Парламентарно представени партии
| Партия/коалиция                     | Места в Парламента (2013) | Идеология                 |
| ----------------------------------- | ------------------------- | ------------------------- |
| Работническа партия                 | 55                        | Социалдемокрация          |
| Консервативна партия                | 48                        | Консерватизъм             |
| Партия на прогреса                  | 29                        | Консервативен либерализъм |
| Християнска народна партия          | 10                        | Християндемокрация        |
| Партия на центъра                   | 10                        | Аграризъм                 |
| Левица                              | 9                         | Либерализъм               |
| Социалистическа лява партия         | 7                         | Демократичен социализъм   |
| Партия на околната среда - Зелените | 1                         | Зелена политика           |